# Riccardo Antoniazzi
Riccardo Antoniazzi (* 19. Dezember 1853 in Cremona; † 10. November 1912 in Mailand) war ein italienischer Geigenbauer. Sein Vater Gaetano Antoniazzi  wie auch sein Bruder Romeo Antoniazzi waren ebenfalls Geigenbauer. Riccardo Antoniazzi galt als der fähigste Geigenbauer seiner Familie.

## Leben und Werk
Antoniazzi wurde im Dezember 1853 als sechstes Kind des Geigenbauers und Ceruti-Schülers Gaetano Antoniazzi geboren, bei dem er auch dieses Handwerk erlernte. Um 1870 zog Riccardo Antoniazzi nach Mailand.  Er unterrichtete mit seinem Vater und seinem Bruder Romeo Leandro Bisiach im Geigenbau. Die Antoniazzis gründeten mit diesem eine Versuchswerkstatt für Geigenbau in Mailand. 1880 ging Riccardo Antoniazzi  nach Nizza, wahrscheinlich, um dort für Nicolò Bianchi zu arbeiten. 1886 kehrte er nach Mailand zurück.
Antoniazzis Instrumente lassen sich drei Schaffensperioden zuordnen. Die erste Periode bis etwa 1887/1888 umfasst die Instrumente seiner Lehrzeit bei seinem Vater und seiner eigenständigen frühen Entwicklung. Er baute in dieser Zeit ähnliche Instrumente wie sein Vater. Seine beste und kreativste Zeit umfasste die folgenden Jahre bis etwa 1904. In dieser Zeit arbeitete er hauptsächlich für Leandro Bisiach und entwickelte einen ausgeprägten eigenen Stil. Leider geriet Antoniazzi in den Schatten von Bisiach und signierte viele seiner Instrumente aus dieser kreativen Zeit nicht. Ab 1904 arbeitete er dann für die Firma Monzino and Sons. Er stellte in dieser Phase sehr schöne Instrumente her, arbeitete allerdings vor allem in Bezug auf die Lackierung der Instrumente mit etwas weniger Sorgfalt. Heute sind diese Instrumente aus der letzten Phase im Markt wie auch im Musikleben die bekanntesten von Antoniazzi.
Antoniazzi stellte eine große Anzahl an Violin-Modellen her. Sein Lack war im Allgemeinen gelb-orange, manchmal auch dunkelrot. Er verwendete vier verschiedene Labels inklusive seines Markenzeichen bei Monzino. Auf dem Grund dieses Markenzeichens befinden sich seine Initialen A.R. innerhalb eines Doppelkreises, das teilweise von einem Kreuz überdeckt wird.
Antoniazzi galt als Mitbegründer der modernen Mailänder Geigenbauersschule. Er hatte zahlreiche Schüler, von denen hier Ferdinando Garimberti und Gaetano Sgarabotto genannt seien. Riccardo Antoniazzi starb im November 1912 in Mailand.